# وزارة ممدوح سالم الرابعة
وزارة ممدوح سالم الرابعة هي الوزارة التاسعة والتسعون في تاريخ مصر وتشكلت في 26 أكتوبر 1977.:98:99

## أعضاء الحكومة
| الوزارة                                                                           | الوزير                 |
| --------------------------------------------------------------------------------- | ---------------------- |
| رئيس مجلس الوزراء                                                                 | ممدوح سالم             |
| نائب رئيس مجلس الوزراء للشئون المالية والاقتصادية ووزيراً للتخطيط                  | عبد المنعم القيسوني    |
| نائب رئيس مجلس الوزراء للتنمية الاجتماعية ووزيراً لشئون مجلس الوزراء وشئون السودان | محمد حافظ غانم         |
| نائب رئيس مجلس الوزراء ووزير الخارجية                                             | إسماعيل فهمي           |
| نائب رئيس مجلس الوزراء ووزيراً للحربية والإنتاج الحربي                             | محمد عبد الغني الجمسي  |
| نائب رئيس مجلس الوزراء للإنتاج ووزيراً للكهرباء والطاقة                            | أحمد سلطان             |
| الداخلية                                                                          | محمد نبوي إسماعيل      |
| شئون مجلس الشعب                                                                   | أحمد فؤاد محيي الدين   |
| الصناعة والبترول والتعدين                                                         | أحمد عز الدين هلال     |
| التعليم والدولة للبحث العلمي                                                      | مصطفى كمال حلمي        |
| التجارة والتموين                                                                  | زكريا توفيق عبد الفتاح |
| الري واستصلاح الأراضي                                                             | عبد العظيم أبو العطا   |
| العدل                                                                             | احمد سميح طلعت         |
| الاقتصاد والتعاون الاقتصادي                                                       | حامد عبد اللطيف السايح |
| الصحة                                                                             | إبراهيم جميل بدران     |
| المالية                                                                           | محمود صلاح الدين حامد  |
| الأوقاف والدولة لشئون الأزهر                                                      | محمد متولي الشعراوي    |
| الإعلام والثقافة                                                                  | عبد المنعم الصاوي      |
| الزراعة والإصلاح الزراعي والتنمية الريفية                                         | إبراهيم شكري           |
| السياحة والطيران المدني                                                           | محب رمزي إستينو        |
| الشئون والتأمينات الاجتماعية                                                      | آمال عثمان             |
| الإسكان والتعمير                                                                  | حسب الله الكفراوي      |
| النقل والمواصلات والنقل البحري                                                    | عبد الستار مجاهد عرفة  |
| القوى العاملة والتدريب المهني                                                     | سعد محمد أحمد          |
| الدولة للحكم المحلي والتنظيمات الشعبية والسياسية والشباب                          | محمد حامد محمود        |
| الدولة للشئون الخارجية                                                            | محمد محمود رياض        |
| الدولة للرقابة والمتابعة                                                          | عيسى عبد الحميد شاهين  |
| الدولة                                                                            | بطرس بطرس غالي         |
| الدولة                                                                            | نعيم مصطفى أبو طالب    |
| الدولة                                                                            | علي السلمي             |

## تعديلات
- في 17 نوفمبر 1977:
  - قبلت استقالة إسماعيل فهمي نائب رئيس الوزراء ووزير الخارجية.
  - قبلت استقالة محمد محمود رياض وزير الدولة للشئون الخارجية.
  - عين بطرس بطرس غالي وزير دولة للشئون الخارجية.
- في 25 ديسمبر 1977: عين محمد إبراهيم كامل وزيراً للخارجية.